# Jimmy Tau
Jimmy Tau, né le 23 juillet 1980 à Kimberley en Afrique du Sud, est un footballeur international sud-africain, qui évoluait au poste de défenseur. 

## Biographie

### Carrière en club
Au cours de sa carrière de joueur, Jimmy Tau dispute notamment 238 matchs en première division sud-africaine, pour 5 buts inscrits.
Durant huit saisons, il est le capitaine des Kaizer Chiefs et dispute plus de 210 rencontres, toutes compétitions confondues, avec ce club.
Le 23 juillet 2013, il prend sa retraite de footballeur. Il déclare que sa blessure constitue la raison de sa mise en retraite sportive.

### Carrière internationale
Jimmy Tau compte 9 sélections avec l'équipe d'Afrique du Sud entre 2003 et 2007.
Il est convoqué pour la première fois en équipe d'Afrique du Sud par le sélectionneur national Ephraim Mashaba, pour un match amical contre le Lesotho le 8 octobre 2003. Il entre à la 58e minute de la rencontre, à la place de Phillip Evans. Le match se solde par une victoire 3-0 des Sud-Africains.
En 2006, il fait partie de la liste des 23 joueurs sud-africains sélectionnés pour disputer la CAN en Égypte, où il joue deux matchs en tant que titulaire. L'Afrique du Sud est éliminée au premier tour.
Il reçoit sa dernière sélection le 28 mars 2007 contre la Bolivie lors d'un match amical. Le match se solde par une défaite 1-0 des Sud-Africains.

## Palmarès
- Avec Orlando Pirates
  - Champion d'Afrique du Sud en 2003

- Avec Kaizer Chiefs
  - Vainqueur de la Coupe d'Afrique du Sud en 2006